# Alfonso Dulanto
Alfonso Dulanto   (Viña del Mar, 4 de desembre de 1943 - 22 de gener de 2025) va ser un enginyer i empresari xilè, exministre d'Estat del president Ricardo Lagos.

## Biografia
Va realitzar els seus estudis primaris i secundaris al Saint George's College de Santiago. Després va estudiar enginyeria civil industrial a la Pontifícia Universitat Catòlica de Xile, titulant-se el 1969. Un cop llicenciat, i gràcies a una beca del British Council, va residir dos anys a Londres. Va treballar a la mineria des de l'any 1972, quan va treballar a l'estatal Codelco. Després va relaitzar alguns projectes empresarials relacionats amb el rubro, a partir de l'any 1980, en societat amb Alejandro Noemi (president executiu de Codelco en els anys 1990).
El 1995, Dulanto i la família Callejas, socis a Refimet, van vendre la fosa Altonorte a Noranda. Com a independent a Democràcia Cristiana, en el govern de Ricardo Lagos seria designat intendent de la principal regió minera de Xile, la II d'Antofagasta (2000). Se'l va avaluar al govern com un dels millors intendents, per la qual cosa li van encarregar l'any 2002 el Ministeri de Mineria, estant abans sota el comandament del triministre Jorge Rodríguez Grossi (juntament amb Economia i Energia). Els fets més importants de la seva administració va ser l'aprovació d'un projecte de royalty (després d'un fracàs inicial) i una major recaptació pel coure, producte el preu del qual va arribar a nivells històrics.
Mentre va ser ministre, va delegar les seves activitats al seu germà José Pablo. Junts van dirigir mines de menor mida de coure i or a la IV Regió de Coquimbo. L'exsecretari d'estat també va tenir un negoci agrícola, produint nabius i cireres a Chillán.